# Kevin Kline

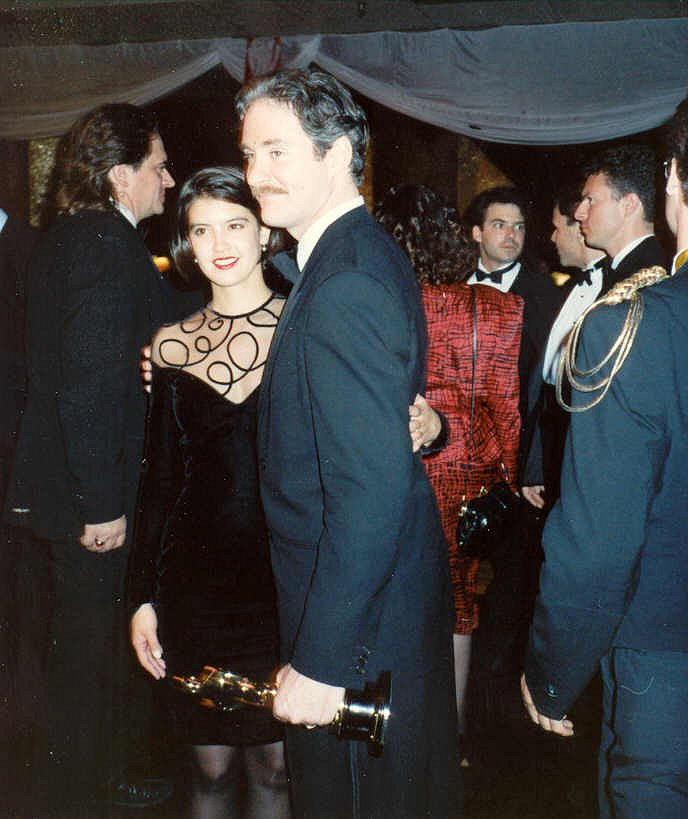
Kevin Kline

Kevin Kline (n. 24 octombrie 1947) este un actor american. A obținut Premiul Oscar pentru cel mai bun actor în rol secundar în anul 1988.

## Filmografie
- Un peștișor pe nume Wanda (1988)